# Rennsteig Werkzeuge
Rennsteig Werkzeuge ist ein Hersteller von Handwerkzeugen und Maschinen mit Hauptsitz in Steinbach-Hallenberg im Landkreis Schmalkalden-Meiningen in Thüringen. Zum Produktionsprogramm gehören neben Schlag- und Stemmwerkzeugen Werkzeuge für die Sanitär- und Elektroinstallation. In verschiedenen Produktsegmenten gilt Rennsteig als Marktführer in Europa. Das Unternehmen hat in Deutschland drei Fertigungsstätten in den Ortsteilen Viernau und Altersbach von Steinbach-Hallenberg sowie in Zella-Mehlis. Darüber hinaus gibt es eine Fertigungs- und Vertriebsniederlassung in den USA.

## Geschichte

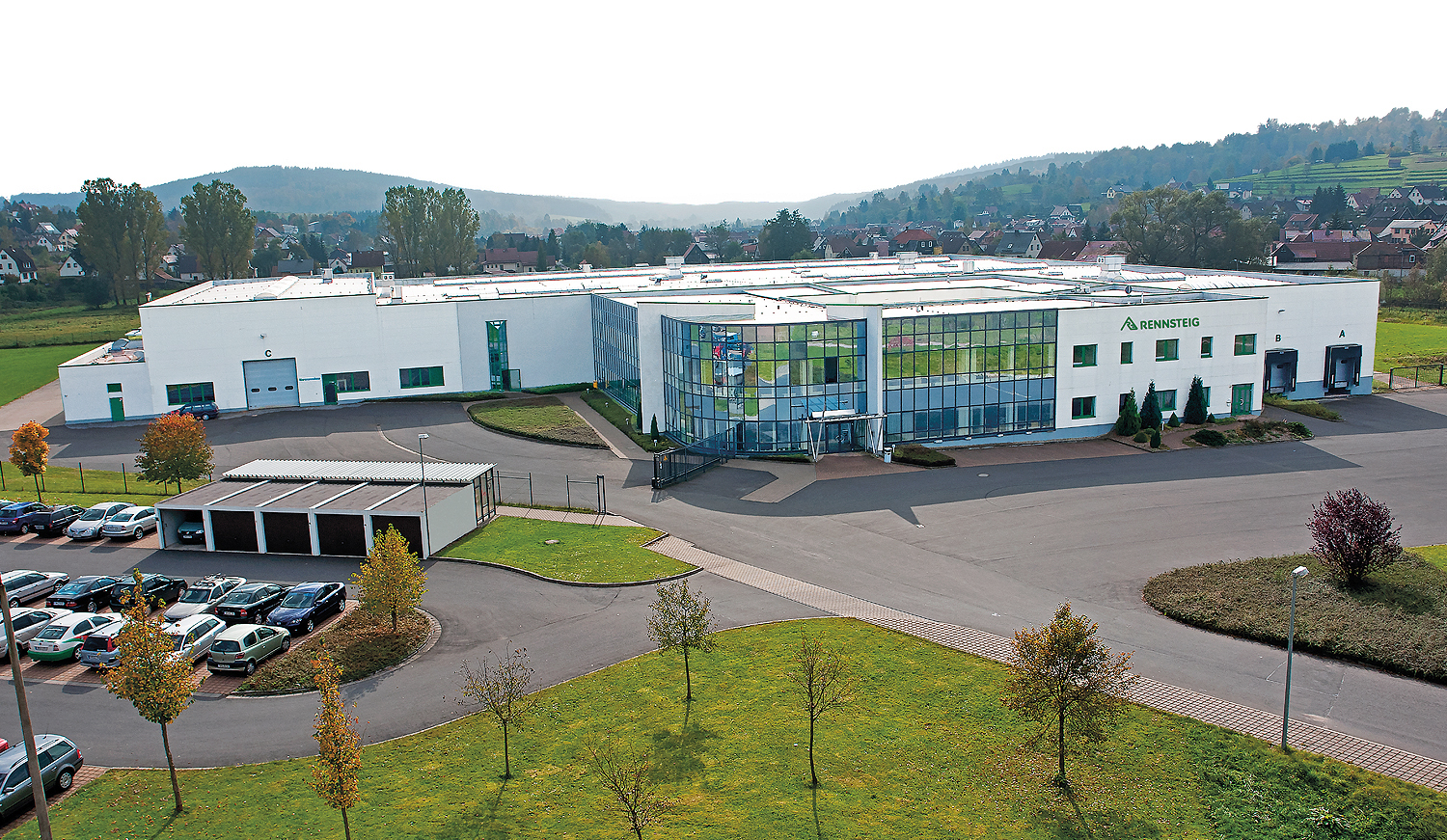
Hauptsitz der Rennsteig Werkzeuge GmbH in Viernau (Thüringen).

Rennsteig Werkzeuge in seiner heutigen Form entstand im Wesentlichen aus dem VEB Handwerkzeuge Steinbach-Hallenberg im Werkzeugkombinat Schmalkalden. 1990 wurde sie als GmbH gegründet, stand unter der Verwaltung der Treuhandanstalt und wurde 1991 ein Unternehmen der Knipex-Gruppe. In den 1990er Jahren wurde zunächst das Fertigungsprogramm gestrafft und modernisiert sowie der Maschinenpark umfangreich erneuert. Anschließend wurde die Entwicklungskapazität stark ausgebaut und zahlreiche Innovationen, vor allem im Bereich der Kabel- und Rohrbearbeitung, auf den Markt gebracht. 1998 wurde ein größeres Areal in Viernau erworben und neben dem Werk in Altersbach ein weiterer Standort mit einem Neubau eröffnet, der seitdem mehrfach durch neue Produktionshallen erweitert wurde.

## Produktprogramm

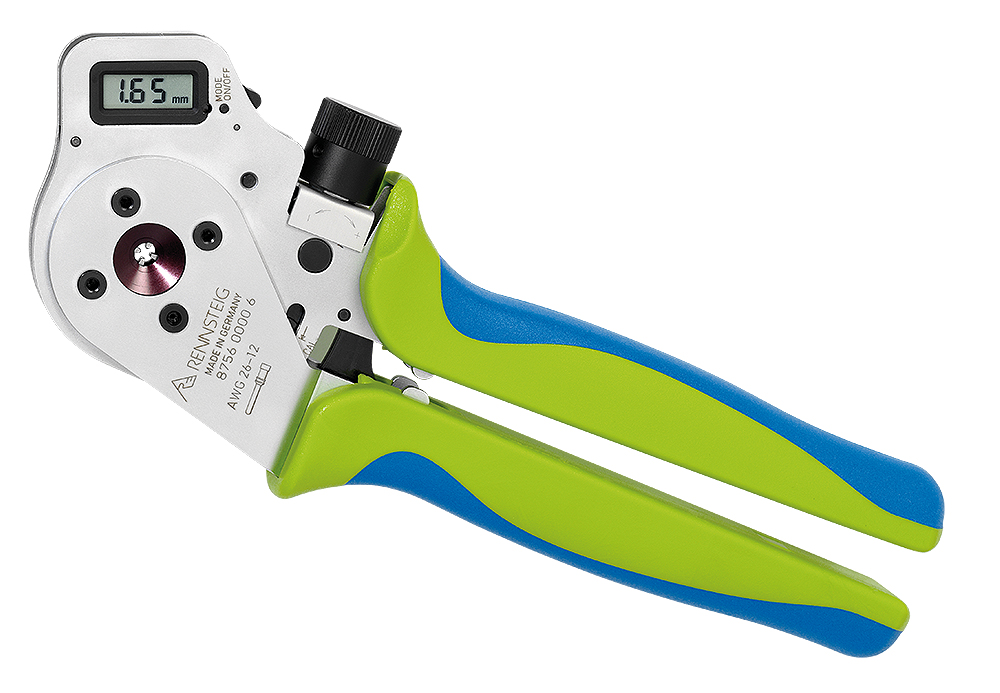
Vierdornzange DigiCrimp MIL (Rennsteig Werkzeuge GmbH)

Neben Schlag- und Stemmwerkzeugen wie Meißel, Splintentreiber und ähnlichen Werkzeugen entwickelt und fertigt Rennsteig Werkzeuge für die Installation und Bearbeitung von Rohren (unter anderem Rohrzangen, Rohrabschneider, Rohrpresszangen) und Werkzeuge für die Elektroinstallation (Kabelscheren, Abisolierzangen und Crimpzangen). Eine besondere Spezialität sind Werkzeuge für die Luftfahrt, die Lichtwellenleitung sowie für die Installation von Photovoltaikanlagen. Viele Werkzeuge werden in Verbindung mit Systemanbietern (Hersteller von Steckern, Verbindern und Fittings) hergestellt.

## Innovationen
Rennsteig Werkzeuge hält über 50 nationale und internationale Patente und ist für seine Innovationsstärke als Top-100-Innovator ausgezeichnet worden. Wichtige Rennsteig-Erfindungen sind die erste Crimpzange mit Digital-Anzeige sowie das erste elektromechanisch angetriebene Crimpwerkzeug.
Das Unternehmen ist Entwicklungslieferant für Airbus für die Verbindungstechnik bei der neuartigen Aluminiumverkabelung des Airbus A380.

## Auszeichnungen
Für seine Leistungen, seine Innovationen und sein Engagement in der Region ist Rennsteig Werkzeuge mehrfach ausgezeichnet worden:
2014 mit dem Thüringer Innovationspreis für seine Digitalcrimpzange mit integrierter Verschleißanzeige, 2015 und 2024 mit dem MuT-Mittelstandspreis als „Unternehmen des Jahres“ und ebenso 2015 mit dem „Großen Preis des Mittelstandes“ der Oskar-Patzelt-Stiftung.